# اکتورز استودیو
اکتورز استودیو (به انگلیسی: Actors Studio)، یک نهاد ویژهٔ هنرپیشگان حرفه‌ای سینما، مدیران تئاتر و نمایش‌نامه‌نویسان در منهتن نیویورک است.
این استودیو بیشتر برای ظرافت کار و روش‌های آموزش هنرپیشگی، نام‌دار است.
اکتورز استودیو را ۵ اکتبر ۱۹۴۷، الیا کازان، شریل کرافورد، رابرت لوئیس و آنا سوکولف، که به هنرپیشگان آموزش می‌دادند بنیاد نهادند. لی استراس‌برگ نیز به آن پیوست و تا مرگش در ۱۷ فوریه ۱۹۸۲ عضو آن بود.
در اکتورز استودیو، هنرپیشگان در محیطی خصوصی و بدون فشار نقش‌های تجاری، در اجراهای خود دست به ریسک و آزمون می‌زنند.